# Kalle Strop & Grodan Bol
Kalle Strop & Grodan Bol (Zweeds: Kalle Stropp och Grodan Boll på svindlande äventyr) is een Zweedse animatiefilm van Jan Gissberg uit 1991. De film werd eerst als kortfilm uitgebracht onder de titel Kalle Stropp och Grodan Boll (räddar Hönan) in 1987.

## Verhaal
Kalle Strop de sprinkhaan en Grodan Bol de kikker, zijn twee vrienden die in het bos wonen. Het bos is in gevaar omdat projectontwikkelaars de bomen willen omhakken om een hotel te bouwen. Samen met robot Nikkelaas, de vos en de papegaai komen de vrienden in actie om het bos te redden.

## Cast
| Acteur          | Personage              | Engelstalige stemacteur | Engelstalig personage |
| --------------- | ---------------------- | ----------------------- | --------------------- |
| Thomas Funck    | Kalle Stropp           | Arthur Holden           | Charlie Strapp        |
| Thomas Funck    | Grodan Boll            | Richard Dumont          | Froggy Ball           |
| Thomas Funck    | Plåt-Niklas            | Rick Jones              | Tin Can Harry         |
| Thomas Funck    | Papegojan              | Sonja Ball              | Polly                 |
| Thomas Funck    | Räven                  | Terrence Scammell       | Phil                  |
| Stig Grybe      | Kottekungen            | Arthur Grosser          | King Cornelius        |
| Eva Funck       | Kottedrottningen       | Kathleen Fee            | Queen Cordelia        |
| Åsa Bjerkerot   | Kottegrön              | Liz MacRae              | Princess Green Cone   |
| Thorsten Flinck | Tonto-Turbo Executives |                         |                       |
| Peter Dalle     | Tonto-Turbo Executives |                         |                       |
| Claes Månsson   | Tonto-Turbo Executives |                         |                       |